# Centrale nucléaire de Rooppur
La centrale nucléaire de Rooppur est une centrale nucléaire en construction située au Bangladesh sur la rive du fleuve Padma, dans l'upazila d'Ishwardi, dans le district de Pabna, à 150 km à l'ouest de Dacca.
Elle est financée en partie par la Russie et réalisée par l'agence russe Rosatom, en partenariat avec l'Inde.

## Historique du projet

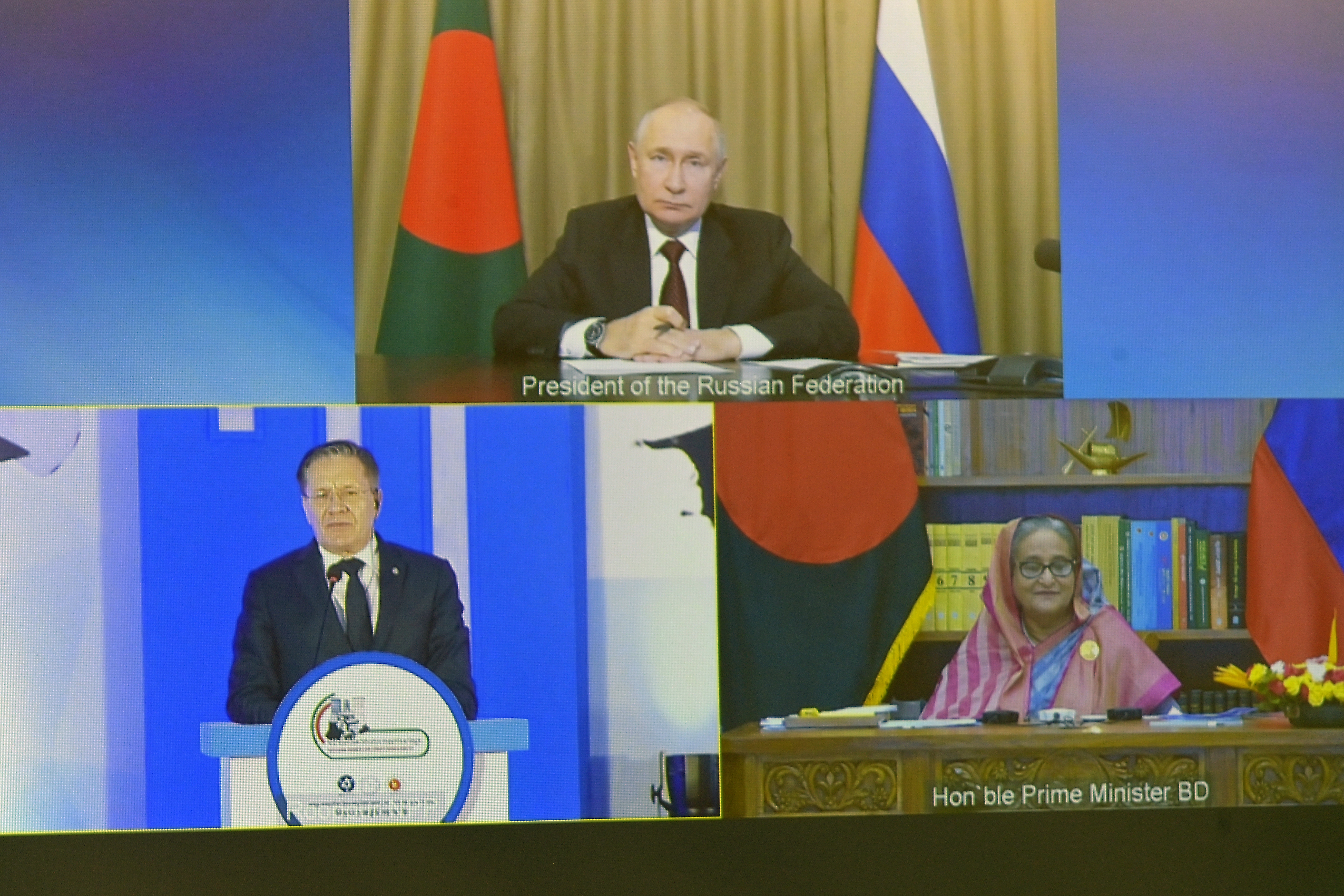
Cérémonie de la première livraison de combustible nucléaire au Bangladesh

Un premier projet nucléaire est envisagé par le gouvernement pakistanais en 1961, alors que le Bangladesh n’était encore que le Pakistan oriental. Mais ce projet est abandonné après la guerre de libération du Bangladesh en 1971, jusqu'en  2007, date à laquelle le projet est à nouveau évoqué par le gouvernement intérimaire bangladais. 
En mai 2009 est signé un protocole d’accord sur la coopération nucléaire civile avec la Russie. En octobre 2009 est adoptée une déclaration de coopération bilatérale. En 2010, des délégations russes visitent le Bangladesh. 
En février 2011 est signé un protocole d’accord portant sur l’installation de deux centrales au Bangladesh. Le  2  novembre  2011 à Dacca, un  accord sur  le  projet  de  construction de la première  centrale  nucléaire est signé entre l’agence atomique russe Rosatom et le gouvernement bangladais, en présence du Premier ministre Sheikh Hasina. La date de mise en service du premier réacteur est prévue en 2018 et le coût est alors estimé entre  1,5  et 2 milliards de dollars, financée par un prêt concessionnel russe. Les russes s'engagent alors à fournir le combustible nucléaire  durant toute la durée de vie de la centrale, de récupérer le  combustible  usé, de gérer les rejets et des déchets radioactifs de l'usine, et enfin, d'effectuer le démantèlement de la centrale au terme de son fonctionnement.
En décembre 2015, le projet d'une centrale de 2400 mégawatts est autorisé pour un montant de 12,65 milliards par le gouvernement du Bangladesh.
La construction de la première tranche a débuté en novembre 2017, celle de la seconde en juillet 2018.
En juin 2018, la société indienne Hindustan Construction Co (HCC) s'associe avec la société bengalie MAX Group pour signer un contrat de génie civil d'un montant de 110 millions de dollars avec la société russe Atomstroyexport, pour la construction à Rooppur de réacteurs similaires à ceux de la centrale nucléaire de Kudankulam en Inde. En effet, l'Inde ne peut pas exporter elle-même de technologie nucléaire car elle ne fait pas partie du Groupe des fournisseurs nucléaires.
En septembre 2018, la mise en service est reportée en 2023 pour la première tranche de 1 200 MW, la seconde en 2024.
Le dix octobre 2021 a lieu la mise en place de la cuve de pression du réacteur dans le premier bâtiment. La première ministre, Sheikh Hasina déclare alors que le Bangladesh fait désormais partie des États de l'énergie nucléaire. La mise en fonction devrait avoir lieu en 2023.